# Campionati del mondo di atletica leggera 2019 - Lancio del martello femminile
La gara del lancio del martello femminile dei campionati del mondo di atletica leggera 2019 si è svolta tra il 27 e il 28 settembre allo Stadio internazionale Khalifa di Doha, in Qatar.

## Podio
| Pos.    | Atleta          | Nazionalità | Misura  |
| ------- | --------------- | ----------- | ------- |
| Oro     | DeAnna Price    | Stati Uniti | 77,54 m |
| Argento | Joanna Fiodorow | Polonia     | 76,35 m |
| Bronzo  | Wang Zheng      | Cina        | 74,76 m |

## Situazione pre-gara

### Record
Prima di questa competizione, il record del mondo (RM) e il record dei campionati (RC) erano i seguenti.
| Record                | Prestazione | Atleta                   | Data                             | Competizione  |
| --------------------- | ----------- | ------------------------ | -------------------------------- | ------------- |
| Record mondiale       | 82,98 m     | Anita Włodarczyk Polonia | 28 agosto 2016 Varsavia, Polonia |               |
| Record dei campionati | 80,85 m     | Anita Włodarczyk Polonia | 27 agosto 2015 Pechino, Cina     | Mondiali 2015 |

### Campioni in carica
I campioni in carica, a livello mondiale e olimpico, erano:
| Campione | Atleta                   | Prestazione | Data                                    | Competizione                |
| -------- | ------------------------ | ----------- | --------------------------------------- | --------------------------- |
| Olimpico | Anita Włodarczyk Polonia | 82,29 m     | 15 agosto 2016 Rio de Janeiro (Brasile) | Giochi della XXXI Olimpiade |
| Mondiale | Anita Włodarczyk Polonia | 77,90 m     | 7 agosto 2017 Londra (Gran Bretagna)    | Mondiali 2017               |

### La stagione
Prima di questa gara, gli atleti con le migliori tre prestazioni dell'anno erano:
| Pos. | Atleta                      | Prestazione | Data                                   |
| ---- | --------------------------- | ----------- | -------------------------------------- |
| 1    | DeAnna Price Stati Uniti    | 78,24 m     | 27 luglio 2019 Des Moines, Stati Uniti |
| 2    | Brooke Andersen Stati Uniti | 76,75 m     | 1º giugno 2019 Rathdrum, Stati Uniti   |
| 3    | Gwen Berry Stati Uniti      | 76,46 m     | 27 luglio 2019 Des Moines, Stati Uniti |

## Risultati

### Qualificazione
La gara si è svolta il 27 settembre alle ore 16:40. Si sono qualificati alla finale chi ha raggiunto i 72,00 m (Q) o le migliori dodici misure (q).
| Pos. | Gruppo | Atleta                  | Nazionalità                 | Turno | Turno | Turno | Misura | Note |
| Pos. | Gruppo | Atleta                  | Nazionalità                 | 1     | 2     | 3     | Misura | Note |
| ---- | ------ | ----------------------- | --------------------------- | ----- | ----- | ----- | ------ | ---- |
| 1    | B      | DeAnna Price            | Stati Uniti                 | 73,77 |       |       | 73,77  | Q    |
| 2    | B      | Zalina Petrivskaya      | Moldavia                    | 73,40 |       |       | 73,40  | Q    |
| 3    | A      | Joanna Fiodorow         | Polonia                     | 73,39 |       |       | 73,39  | Q    |
| 4    | B      | Hanna Skydan            | Azerbaigian                 | x     | 70,86 | 73,32 | 73,32  | Q    |
| 5    | A      | Iryna Klymets           | Ucraina                     | 71,51 | 72,93 |       | 72,93  | Q    |
| 6    | A      | Alexandra Tavernier     | Francia                     | 72,91 |       |       | 72,91  | Q    |
| 7    | B      | Wang Zheng              | Cina                        | 72,65 |       |       | 72,65  | Q    |
| 8    | A      | Hanna Malyshik          | Bielorussia                 | 71,42 | 71,03 | 72,59 | 72,59  | Q    |
| 9    | B      | Martina Hrašnová        | Slovacchia                  | 71,85 | 72,01 |       | 72,01  | Q    |
| 10   | A      | Gwen Berry              | Stati Uniti                 | x     | 71,72 | x     | 71,72  | q    |
| 11   | B      | Alena Sobaleva          | Bielorussia                 | 70,26 | 70,28 | 71,52 | 71,52  | q    |
| 12   | A      | Luo Na                  | Cina                        | 71,35 | 71,12 | x     | 71,35  | q    |
| 13   | B      | Malwina Kopron          | Polonia                     | x     | x     | 70,46 | 70,46  |      |
| 14   | A      | Julia Ratcliffe         | Nuova Zelanda               | 67,07 | 70,45 | 68,21 | 70,45  |      |
| 15   | B      | Yelizaveta Tsareva      | Atleti Neutrali Autorizzati | 70,35 | 68,40 | 67,54 | 70,35  |      |
| 16   | B      | Anastasya Kalamoyets    | Bielorussia                 | x     | x     | 69,67 | 69,67  |      |
| 17   | A      | Stamatia Scarvelis      | Grecia                      | 66,53 | 67,82 | 69,65 | 69,65  |      |
| 18   | B      | Bianca Ghelber          | Romania                     | 68,01 | 68,65 | x     | 68,65  |      |
| 19   | A      | Sofiya Palkina          | Atleti Neutrali Autorizzati | 67,53 | 68,53 | 67,26 | 68,53  |      |
| 20   | A      | Brooke Andersen         | Stati Uniti                 | 66,73 | 68,46 | x     | 68,46  |      |
| 21   | B      | Krista Tervo            | Finlandia                   | x     | 66,47 | 68,25 | 68,25  |      |
| 22   | B      | Laura Igaune            | Lettonia                    | 67,14 | 67,77 | 66,39 | 67,77  |      |
| 23   | B      | Réka Gyurátz            | Ungheria                    | 67,28 | 67,41 | x     | 67,41  |      |
| 24   | B      | Alona Shamotina         | Ucraina                     | 64,14 | 67,30 | x     | 67,30  |      |
| 25   | A      | Liu Tingting            | Cina                        | x     | 66,91 | 67,11 | 67,11  |      |
| 26   | A      | Sara Fantini            | Italia                      | 65,15 | 66,58 | x     | 66,58  |      |
| 27   | A      | Barbara Špiler          | Slovenia                    | 65,55 | x     | 65,76 | 65,76  |      |
| 28   | A      | Beatrice Nedberge Llano | Norvegia                    | 65,55 | 64,51 | 65,51 | 65,55  |      |
| 29   | B      | Kateřina Šafránková     | Rep. Ceca                   | 62,65 | 63,55 | 65,46 | 65,46  |      |
| 30   | A      | Iryna Novozhylova       | Ucraina                     | 60,66 | 65,31 | 63,63 | 65,31  |      |

### Finale
La gara si è svolta il 28 settembre a partire dalle ore 19:25.
| Pos. | Nome                | Nazionalità | Turno | Turno | Turno | Turno | Turno | Turno | Misura | Note                          |
| Pos. | Nome                | Nazionalità | 1     | 2     | 3     | 4     | 5     | 6     | Misura | Note                          |
| ---- | ------------------- | ----------- | ----- | ----- | ----- | ----- | ----- | ----- | ------ | ----------------------------- |
|      | DeAnna Price        | Stati Uniti | 76,87 | x     | 77,54 | 74,56 | 73,77 | 75,68 | 77,54  |                               |
|      | Joanna Fiodorow     | Polonia     | 76,35 | 74,77 | 72,78 | 74,69 | x     | x     | 76,35  | Miglior prestazione personale |
|      | Wang Zheng          | Cina        | 72,94 | x     | x     | 73,75 | 74,76 | x     | 74,76  |                               |
| 4    | Zalina Petrivskaya  | Moldavia    | 73,73 | 73,60 | 74,33 | 70,49 | 74,27 | 72,94 | 74,33  |                               |
| 5    | Iryna Klymets       | Ucraina     | 73,17 | 73,56 | x     | 70,26 | 72,59 | 71,95 | 73,56  | Miglior prestazione personale |
| 6    | Alexandra Tavernier | Francia     | 71,50 | 70,48 | 73,31 | 72,24 | 73,33 | x     | 73,33  |                               |
| 7    | Hanna Skydan        | Azerbaigian | 70,69 | 71,99 | 72,80 | 72,83 | 71,44 | 70,99 | 72,83  |                               |
| 8    | Luo Na              | Cina        | 71,33 | 72,04 | 70,83 | 70,41 | 71,03 | x     | 72,04  |                               |
| 9    | Martina Hrašnová    | Slovacchia  | 66,09 | 71,28 | x     |       |       |       | 71,28  |                               |
| 10   | Hanna Malyshik      | Bielorussia | 71,24 | 66,52 | 70,12 |       |       |       | 71,24  |                               |
| 11   | Alena Sobaleva      | Bielorussia | 70,45 | x     | 68,65 |       |       |       | 70,45  |                               |
|      | Gwen Berry          | Stati Uniti | x     | x     | x     |       |       |       | nm     |                               |